# Gare d'Os
La gare d'Os (en norvégien : Os stasjon) est une gare ferroviaire norvégienne de la ligne de Røros. Elle est située sur le territoire de la commune d'Os dans le comté de Hedmark, dans la région de l'Østlandet.
Elle est ouverte en 1877 et déplacée et reconstruite, une centaine de mètres plus au nord, en 1958. C'est une gare de la Vy desservie quotidiennement.

## Situation ferroviaire
Établie à 602 mètres d'altitude, la gare d'Os est située au point kilométrique PK 384,87 de la ligne de Røros, entre les gares ouvertes de Tolga et de Røros.

## Histoire
La gare d'Os est mise en service le 1er décembre 1877.
La gare est déplacée et reconstruite en 1958.
En 2019, la Norges Statsbaner (NSB), l'exploitant de la ligne, est renommée Vy.

## Service des voyageurs

### Accueil
Elle dispose d'un bâtiment avec d'une salle d'attente, équipée de toilettes, ouverte tous les jours.

### Desserte
Os est desservie par des trains pour Røros ou Hamar et Trondheim (via Støren).

### Intermodalité
Un arrêt de bus, un abri couvert pour les vélos et un parking pour les véhicules y sont aménagés.